# KV-8
KV-8 byl sovětský plamenometný tank. 
V roce 1941 se objevil plamenomet ATO-41, který se začal montovat do tanku KV-1. Kvůli plamenometu se ale musela změnit věž. Namísto 76,2mm kanonu se namontoval 45mm kanon a s ním spřažený kulomet byl vyměněn za plamenomet. Tyto plamenometné tanky se však příliš neosvědčily, neboť vnitřní nádrže hořlaviny měly objem pouhých 100 litrů, což značně omezovalo taktické použití, a kromě toho plamenomety byly zatíženy ještě dalšími technickými nedostatky. Většina těchto nedostatků se však podařila vyřešit zavedením nového plamenometu ATO-42 s většími nádržemi. Ty se již vsazovaly jen do tanků KV-1S, přeznačených na KV-8S.
Plamenomet ATO-42 mohl vystřelit čtyři nebo pět šlehů po dobu 10 sekund. Největší dosah se zahuštěnou hořlavinou byl 120 m. Sovětské plamenometné tanky byly organizovány ve zvláštních praporech o třech rotách.